# كريس كافاناغ
كريس كافاناغ (بالإنجليزية: Chris Kavanagh؛ مواليد 1985) هو حكم كرة قدم إنجليزي، يتولى مهامه بشكل أساسي في الدوري الإنجليزي الممتاز حيث تم ترقيته إلى مجموعة مختارة من الحكام في عام 2017.